# De Falom
De Falom (en néerlandais : De Valom) est un village de la commune néerlandaise de Dantumadiel, dans la province de Frise.

## Géographie
Le village est situé dans le nord de la Frise, à 5 km au sud de Dokkum, entre Damwâld et De Westereen.

## Démographie
Le 1er janvier 2018, le village comptait 250 habitants.